# Ферру
Франси́шку Рейш Ферре́йра (порт. Francisco Reis Ferreira; род. 26 марта 1997, Оливейра-ди-Аземейш) — португальский футболист, защитник сплитского «Хайдука».

## Клубная карьера
Ферру — воспитанник клуба «Бенфика». Для получения игровой практики Франсишку начал выступать за дубль «орлов». 30 января 2016 года в матче против «Оливейренсе» он дебютировал в Сегунда лиге. 6 февраля 2019 года в поединке Кубка Португалии против столичного «Спортинга» Ферру дебютировал за основной состав. 10 февраля в матче против «Насьонала» он дебютировал в Сангриш лиге. В этом же поединке Франсишку забил свой первый гол за «Бенфику». 14 марта в матче Лиги Европы против загребского «Динамо» Ферру отметился забитым мячом. В своём дебютном сезоне он стал чемпионом и завоевал Суперкубок Португалии.
В июле 2022 года перешёл на правах аренды в нидерландский «Витесс». 

## Международная карьера
В 2014 году в составе юношеской команды Ферру принял участие в юношеском чемпионате Европы на Мальте. На турнире он сыграл в матчах против сборных Шотландии, Швейцарии, Германии и Англии.
В 2016 году в составе юношеской сборной Португалии Ферру принял участие в юношеском чемпионате Европы в Германии. На турнире он сыграл в матчах против команд Франции, Австрии, Германии и Италии.
В 2017 году в составе молодёжной сборной Португалии Ферру принял участие в молодёжном чемпионате мира в Южной Корее. На турнире он сыграл в матчах против команд Коста-Рики и Ирана.

## Достижения
«Бенфика»
- Победитель Чемпионата Португалии: 2018/19
- Обладатель Суперкубка Португалии: 2019